# Вишнівчанська катастрофа
Вишнівчицька (Вишнівчанська) катастрофа трансильванської армії 1657 року — знищення кримсько-татарським військом трансильванської армії під Вишнівчиком (Галичина). Протягом першої половини 1657 року в ході національної революції 1648—1676 гетьман Богдан Хмельницький вжив заходів для розширення території Української козацької держави за рахунок звільнення західно-українських земель. Потенційними союзниками України виступали Швеція та Трансильванське князівство, які також претендували на певні землі Речі Посполитої. При цьому особливі надії покладалися на успіх спільного походу в Польщу трансильванського князя Дєрдя II Ракоці й наказного гетьмана А. Ждановича. Успішний розвиток походу з лютого по червень 1657, коли союзники здобули чимало стратегічно важливих пунктів, зокрема Краків (тут відбулося з'єднання з армією шведського короля Карла Х Густава) й Варшаву, перекреслили наступні воєнні невдачі. Вони розпочалися після відходу шведів й отримання Дєрдем II Ракоці звістки про вторгнення польського війська у Трансильванію. Під тиском поляків союзники розпочали відступ. 22 липня під м. Меджибіж, після переговорів з польськими представниками, Дєрдь II Ракоці капітулював. Тоді ж А. Жданович залишив трансильванські війська і з'єднався з підрозділами, які очолював Ю. Хмельницький (їх відправив Б. Хмельницький на підтримку союзників).
Подальша доля трансильванської армії виявилася трагічною — її вщент розгромило кримсько-татарське військо. З наближенням татар під командою Мегмет-Гірея Дєрдь II Ракоці залишив армію напризволяще й вернувся до свого князівства. Татари почали переслідувати угорців від району м. Скалат, а під Вишнівчиком оточили. Протягом трьох днів трансильванська армія, що налічувала близько 10 000 осіб, перебувала в оточенні. У результаті переговорів з татарами досягли домовленості про викуп і звільнення оточених. Проте після отримання викупу татари увірвалися в табір угорців. Останні оборонялися надзвичайно мужньо. У полон до татар потрапило лише 15–20 осіб, частині вдалося прорватися, однак більшість воїнів загинула. Поразка походу ускладнила виконання плану возз'єднання українських земель і змусила українське керівництво вдатися до пошуку нових шляхів вирішення цього завдання.